# Blang Baroh
Blang Baroh is een bestuurslaag in het regentschap Pidie van de provincie Atjeh, Indonesië. Blang Baroh telt 409 inwoners (volkstelling 2010).